# Amandava
Amandava este un gen de cinteze din familia Estrildidae. Aceste păsări se întâlnesc în iarbă deasă sau în tufișuri în Africa și Asia de Sud. Sunt păsări gregare, mâncătoare de semințe, cu cioc scurt, roșu. În literatura de specialitate anterioară au fost folosite denumirile amadavat și amidavad. Denumirea amandava, împreună cu amadavat și amidavad sunt toate coruperi de la Ahmedabad, un oraș din Gujarat, India, de unde au fost obținute primele câteva exemplare de Amandava amandava.

## Taxonomie
Genul Amandava a fost introdus în 1836 de zoologul englez Edward Blyth. Genul este menționat într-o notă de subsol la o pagină dintr-o ediție a lucrării lui Gilbert White The Natural History and Antiquities of Selborne pe care Blythe a editat-o. Numele este derivat prin tautomonie cu numele binomial Fringilla amandava introdus de Carl Linnaeus în 1758. Cuvântul amandava este o corupere a lui Ahmedabad, un oraș din statul indian Gujarat. Genul Amandava este soră cu genul Amadina, care conține două cinteze africane.

### Specii
Genul conține trei specii:
- Amandava amandava
- Amandava formosa
- Amandava subflava

## Galerie

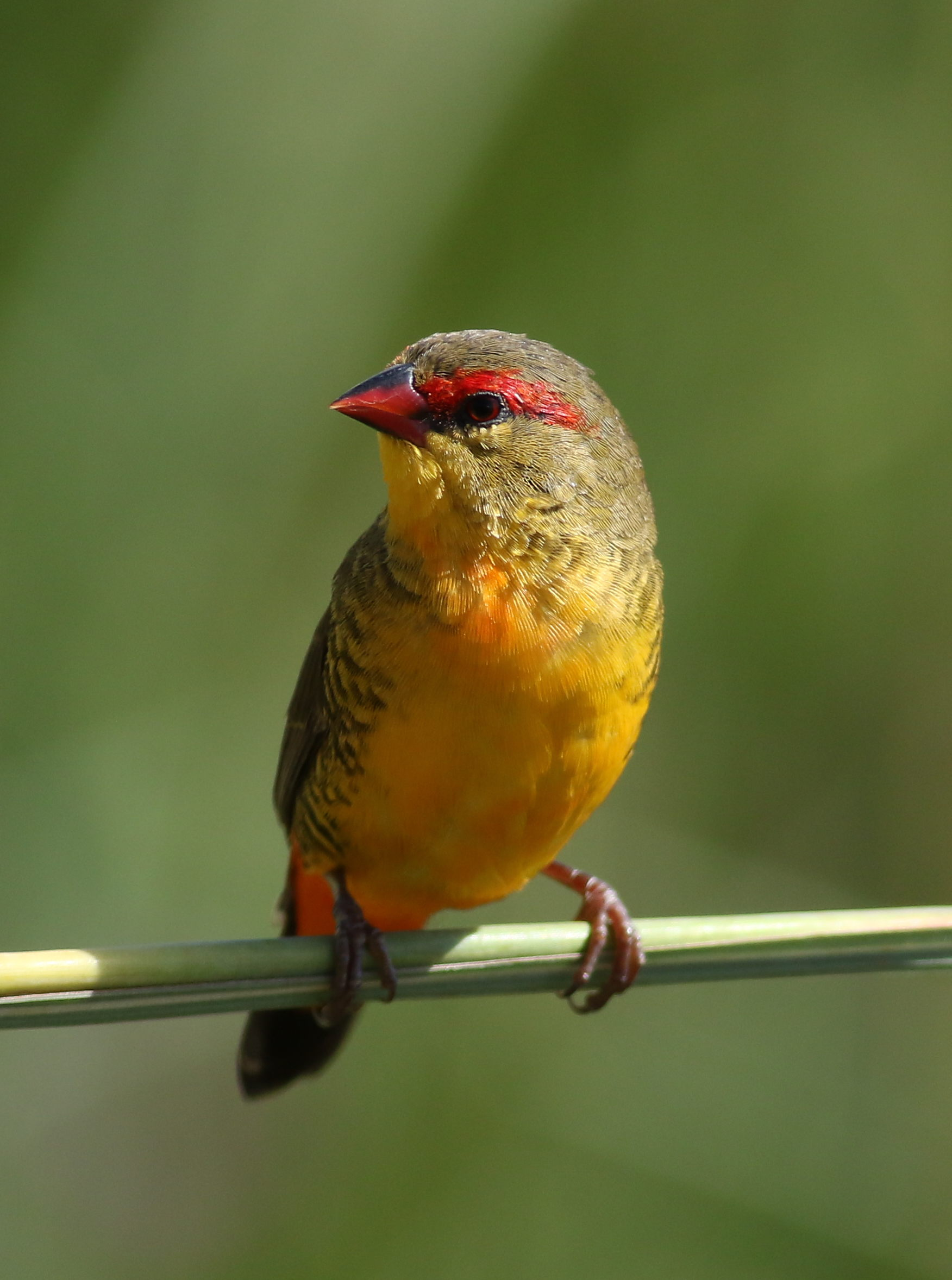
Amandava subflava
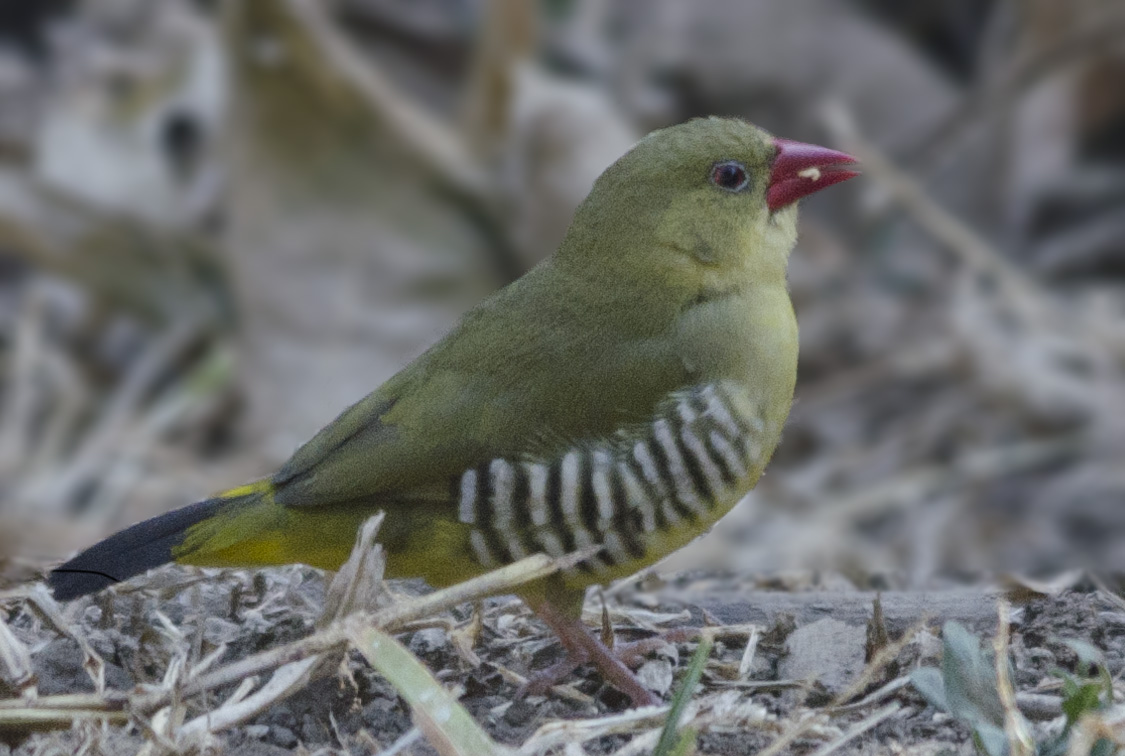
Amandava formosa